# آتشکار (فیلم)
آتشکار فیلمی به کارگردانی و نویسندگی محسن امیریوسفی محصول سال ۱۳۸۶ است که پس از مدتی توقیف در سال ۱۳۸۹ با شرط سنی بالای ۱۶ سال اکران عمومی شد.
آتشکار توانست در سال ۲۰۰۹ در جشنواره بین‌المللی فیلم مونترال برندهٔ جایزهٔ «نوآوری در سینما» شود.

## بازیگران
- حمید فرخ‌نژاد
- محمد ماهوش
- مینا مصطفی‌پور
- مهرداد جلوخانی
- عبدالرضا صرامی
- یدالله انوری
- محمداسماعیل مختاریان
- حسین صمدی